# Генрі Воллес
Генрі Егард Воллес (англ. Henry Agard Wallace; 7 жовтня 1888, Орієнт, Айова  18 листопада 1965 Данбері, Коннектикут) — політичний діяч США.
У 1933—1940 міністр сільського господарства, у 1941—1945 віцепрезидент США в уряді Франкліна Рузвельта. Прихильник рузвельтівського курсу у внутрішній і зовнішній політиці. У 1945—1946 — міністр торгівлі.
Зміщений президентом Труменом через незгоду з політикою холодної війни. Вказують, що його ідеалом було конвергенте співтовариство, що поєднує найкращі сторони «американського капіталізму», «європейського соціалізму» і «російського комунізму».
На виборах 1948 висунув свою кандидатуру на пост президента від створеної ним і його прихильниками Прогресивної партії. Зазнавши поразки на виборах, Воллес відійшов від політичної діяльності.